# Tannenwald
Waldbildende Baumart der Tannenwälder in Mitteleuropa ist nur eine einzige Art, die Weiß-Tanne (Abies alba), die nur ausnahmsweise in reinen Tannenwäldern auftritt. Global finden sich reine Tannenwälder insbesondere in zirkummediterranen subtropischen Hochgebirgen des Mittelmeerraumes, den sino-himalayischen Hochgebirgen sowie neuweltlich der nemoralen Nadelwäldern Nordamerikas. Monodominante Tannenwälder kommen von vorratsreichen pazifischen Küstenwäldern der Coast Mountains mit äußerst schatttoleranten Purpur-Tannen in Meereshöhe bis zu subalpinen Grenzökotonen in bis zu 4300–4500 m Höhe vor, wo Abies fargesii und die Schuppenrindige Tanne zu den am höchsten steigenden Baumarten des Tibetischen Hochlandes und Yunnan-Guizhou-Plateaus gehören.

## Die Weißtanne als Waldbaum
Die Weißtanne ist im Wesentlichen eine Baumart der mittel- und südeuropäischen Gebirge mit eindeutigem Verbreitungsschwerpunkt in der montanen Höhenstufe. Sie fehlt sowohl in den sehr kontinentalen Gebirgen Osteuropas wie auch im extrem atlantischen Nordwesten. In Skandinavien kommen keine natürlichen Tannenwälder vor, das Areal der Sibirischen Tanne (Abies sibirica) beginnt erst weiter im Osten. Die Tanne ist überwiegend Misch- und Begleitbaumart, vor allem im sogenannten Bergmischwald, an dem sie in den deutschen Alpen einen Anteil von 8–15 % hat. Reine Tannenwälder sind sehr selten, auch Wälder mit vorherrschend Weißtanne sind eher die Ausnahme. Dies liegt an der großen Konkurrenzkraft der konkurrierenden Waldbaumarten Gemeine Fichte und Rotbuche. Außerdem wurde und wird die Weißtanne jahrhundertelang als Waldbaum gegenüber anderen Arten durch die Forstwirtschaft benachteiligt und hat dadurch den größten Teil ihrer ehemaligen natürlichen Vorkommen eingebüßt.

### Ökologie der Baumart Weißtanne
Die Weißtanne weist ähnliche ökologische Ansprüche auf wie die Rotbuche und die Fichte und kommt beinahe immer mit einer oder beiden Arten vergesellschaftet vor. Man kann sich vorstellen, dass die Art von der im Tiefland durch rascheres Jugendwachstum überlegenen Rotbuche und von der frosthärteren und kälteresistenteren Fichte im Gebirge quasi „in die Zange genommen“ wird, so dass ihr nur ein Waldgürtel in der mittleren (montanen) Bergwaldstufe übrig bleibt. Die Baumart Tanne ist eine stark schattende und in der Jugend sehr schattenverträgliche Baumart, die in Waldlichtungen oder Pionierwäldern kaum zur Geltung kommt. Ihre Verjüngungsstrategie beruht vor allem auf extrem langsam wachsenden Jungbäumen, die Jahrzehnte ein kümmerliches Dasein im Unterstand des Waldes fristen. Öffnet sich dann durch Tod eines Altbaums eine Lücke, können sie schnell emporwachsen. Tannen sind bodenvag (kommen also sowohl auf sauren wie auch auf basischen Böden vor) und vermögen auch auf schwierigen Böden wie schweren, staunassen Tonböden ihre charakteristische, tief reichende Pfahlwurzel auszubilden. Klimatisch bevorzugen sie kühle, luftfeuchte Bereiche mit relativ hohen Niederschlägen und nicht zu extremen Nachtfrösten. Durch ihr hohes Alter von bis zu 500 Jahren können Weißtannen im Urwald zwei Buchengenerationen (von jeweils 200 bis 250 Jahren) zu überdauern und können diese mit Wuchshöhen bis 65 Meter um viele Meter als Überhälter zu überragen. Tannen weisen einen auch im Alter starken und kontinuierlichen Zuwachs auf, sind aber in der Jugendphase sowohl der Buche wie auch der Fichte auf für diese optimalen Standorten deutlich unterlegen. Sie kommen deshalb nur dort zur Vorherrschaft, wo die Konkurrenzkraft dieser Arten gemindert ist.

### Verbreitung der Tannenwälder in Mitteleuropa
Wälder der Baumart Weißtanne nehmen in Deutschland einen Anteil von 2 % an der Waldfläche ein. In den Alpenländern Österreich (7 %) und insbesondere Schweiz (15 %) liegen die Anteile höher. Tannen bevorzugen dabei die niederschlagsreicheren Randalpen, in den Zentralalpen kommt sie selten und verinselt, z. B. im Wallis vor. Größere natürliche Tannenwälder existieren darüber hinaus v. a. in Slowenien (10 % der Waldfläche). In den übrigen Ländern mit natürlichen Tannenvorkommen ist der Anteil noch geringer als in Deutschland. Das deutsche Bundesland mit den größten Tannenvorkommen ist Baden-Württemberg mit Hauptvorkommen im Schwarzwald. Auch Bayern ist mit ca. 48.000 Hektar Tannenwald relativ tannenreich.
Die Weißtanne besitzt eine natürliche Verbreitungsgrenze, die mitten durch Deutschland verläuft. Ihr Areal umfasst den Süden Baden-Württembergs und Bayern mit Ausnahme des Nordwestens. In Thüringen besitzt sie ein winziges Reliktareal in den Kammlagen des Thüringer Waldes, sie kommt extrem selten im Nordosten, z. B. in der Lausitz, vor. An die versprengten Einzelvorkommen in Brandenburg schließen Vorkommen im polnischen und belarussischen Hügel- und Flachland an. Dieser nordöstliche Arealrand ist das einzige Gebiet, in dem natürliche Tannenwälder unterhalb der Bergwaldstufe vorkommen (Minimum ca. 130 m ü.NN). Verantwortlich dafür ist vermutlich, dass die Rotbuche nach Osten hin ein wenig früher ausfällt als die Tanne, so dass ihr hier ein kleines Gebiet ohne Buchenkonkurrenz zur Verfügung steht.

## Waldgesellschaften
Natürliche Tannenwälder treten in zwei unterschiedlichen Standortbereichen auf.
- Auf gut basenversorgten, aber häufig schweren und staunassen Kalk- und Kalkmergelböden. Begleitbaumart ist hier beinahe immer die Rotbuche, häufig auch die Fichte. Diese Wälder ähneln in Ökologie und Artenzusammensetzung den Buchenwäldern und werden pflanzensoziologisch mit diesen im Verband Fagion innerhalb der Klasse Querco-Fagetea zusammengefasst, die sonst fast nur Laubwälder umfasst. Die Tanne kommt hier nur auf Böden zur Vorherrschaft, die für die sonst konkurrenzüberlegene Rotbuche suboptimal sind. Typischer sind eher vereinzelt beigemischte Tannen im buchendominierten „Bergmischwald“ (Calamagrostio-Fagetum oder Aposerido-Fagetum).
- Auf stark sauren, wechselfeuchten oder staunassen Böden. Begleiter ist hier immer die Fichte, während Rotbuchen fehlen. Diese Bestände werden mit den bodensauren Fichten- und Kiefernwäldern gemeinsam in der Klasse Vaccinio-Piceetea gefasst.

### Alpendost-Tannenwald
Das Adenostylae glabrae-Abietetum, benannt nach dem Grünen Alpendost wächst auf reinen Kalkböden, ausschließlich in den Kalkalpen, wobei die Westalpen bevorzugt werden. Bodentyp ist ein Humuskarbonatboden, meist ein „Tangelhumus“ mit mächtiger Auflage, der bis in den Oberboden kalkreich ist. Baumarten sind Tanne, Fichte, Buche und Bergahorn.

### Wintergrün-Tannenwald
Das Pyrolo-Abietetum besiedelt ähnlich Standorte wie der Alpendost-Tannenwald, auch in etwas tieferen Lagen und in den Mittelgebirgen. Wuchsort sind häufig schwere Kalkmergelböden, die scheinbar flachgründig sind, der Tanne aber in Spalten und Ritzen ein Durchwurzeln auch tieferer Horizonte ermöglichen. Wichtigste Baumarten sind Tanne, Fichte und Rotbuche. Namengebende Art der Krautschicht ist das Birngrün (Pyrola secunda, syn. Orthilia secunda). Weitere typische Arten umfassen Wald-Wachtelweizen und zahlreiche Kalk- und Mullhumuszeiger wie Wald-Bingelkraut und Nickendes Perlgras.

### Labkraut-Tannenwald
Auch das Galio rotundifoliae-Abietetum ist vor allem auf Kalkstein verbreitet. Gegenüber dem Alpendost-Tannenwald und dem Wintergrün-Tannenwald kann der Oberboden schwach versauert sein. Im Artenspektrum mischen sich daher eher in Laubwäldern verbreitete Mullbodenzeiger mit typischen Nadelbaumbegleitern, die eher saure Böden bevorzugen. Baumarten sind Tanne und Fichte, die Rotbuche kommt noch vor, ist aber selten und untergeordnet. Namengebende Krautschichtart ist das Rundblatt-Labkraut.

### Hainsimsen-Tannenwald
Das Luzulo nemorosae-Abietetum wächst auf sauren, feuchten und nährstoffarmen Böden, meist in kühler luftfeuchter Lage (Schatthänge). Humustyp ist meist ein Auflagehumus vom Typ „Moder“. Baumarten sind Tanne und Fichte. In der Krautschicht fallen neben Farnarten wie Bergfarn (Oreopteris limbosperma) und Rippenfarn vor allem die Hainsimsenarten Weißliche Hainsimse (Luzula luzuloides. Luzula nemorosa ist synonym dazu) und Wald-Hainsimse auf.

### Preiselbeer-Tannenwald
Das Vaccinio-Abietetum wächst auf stark staunassen oder wechselfeuchten, äußerst sauren und sehr nährstoffarmen Böden. Humustyp ist hier ein „Rohhumus“ mit mächtigen Auflagen unzersetzter Nadelstreu. Neben Tanne und Fichte kann die Waldkiefer als Baumart beteiligt sein. Der Waldtyp ist vor allem durch ausgedehnte Moosdecken ausgezeichnet, in denen Torfmoose vorkommen können. In der spärlichen und artenarmen Krautschicht fallen vor allem Zwergsträucher wie Preiselbeere und Heidelbeere auf.

### Andere Waldtypen mit Beteiligung der Tanne
Nach Nordosten hin tritt die Tanne in den Mittelgebirgen nur eingesprengt in natürlichen Fichtenwäldern auf und bildet keine eigenen Waldgesellschaften mehr. Sie tritt hier nur auf extrem sauren (und häufig vernässten) Böden auf. Vereinzelte Beimengungen der Tanne in submontanen Sauerhumus-Buchenwäldern (Luzulo-Fagetum) sind heute sehr selten geworden. Im nordöstlichen Hügelland gibt es natürliche Tannenbeimengungen auch in bodensauren Eichenwäldern (Luzulo albidae-Quercetum petraeae), diese werden von tschechischen Vegetationskundlern bisweilen „Abieti-Quercetum“ genannt. Die Vorkommen an der nordöstlichen Verbreitungsgrenze im Flachland liegen im lindenreichen Eichen-Hainbuchenwald oder „Tilio-Carpinetum“.

## Weißtanne im Wirtschaftswald
Wie kaum eine andere Baumart ist die Weißtanne durch die moderne Forstwirtschaft zurückgedrängt worden und hat vor allem im Mittelgebirge die weitaus meisten natürlichen Vorkommen eingebüßt. Ihr langsames Jugendwachstum und ihre besondere Verjüngungsstrategie sind im Altersklassenwald von wirtschaftlichen Nachteil, obwohl der Wert des Holzes mit dem von Fichtenholz vergleichbar ist. Beinahe alle Tannenwälder auf sauren Böden wurden in Fichtenforsten umgewandelt. Im modernen Forst werden Tannen teilweise als Seltenheit geschont, auch wenn ihre wirtschaftliche Bedeutung vernachlässigbar ist. Im Bergmischwald ist sie eine geförderte Begleitbaumart, die durch ihre Sturmfestigkeit den Bestand stabilisieren helfen kann.
Auch in geschonten Beständen, selbst in manchen Urwäldern, beobachtet man einen langsamen Rückgang des Tannenanteils. Teilweise ist dafür das „Tannensterben“ verantwortlich, eine komplexe Erkrankung, an der nach neueren Erkenntnissen, neben der großen Rolle des Luftschadstoffs Schwefeldioxid, eine parasitische Pilzart (der Gattung Phytophthora) beteiligt ist. In manchen naturnahen Beständen verliert die Tanne möglicherweise auch gegenüber der Rotbuche an Boden, auf deren Kosten sie durch frühere Waldweide mit Rindern indirekt gefördert worden war. Die Weißtanne ist extrem empfindlich gegenüber Verbiss durch Schalenwild, insbesondere Rehe und wird durch die hohen Wilddichten in vielen Wäldern stark zurückgedrängt. In vielen Regionen kann sie sich außerhalb von Gattern überhaupt nicht mehr verjüngen.
Ein Anbau der Weißtanne außerhalb ihres natürlichen Areals findet in Deutschland so gut wie nie statt, obwohl die Baumart vereinzelt überall angepflanzt worden ist. In Weihnachtsbaumkulturen spielte sie niemals eine Rolle. Hier wird seit kürzerer Zeit bevorzugt die entfernt verwandte Nordmann-Tanne aus Kleinasien und dem Kaukasus verwendet.

## Tannenwald als Orts- oder Flurname
Der Ausdruck Tannenwald taucht in Namen relativ selten, meist in touristischem Zusammenhang, auf. Mit „Tanne“ bzw. „Tannenbaum“ kann auch ein anderer Nadelbaum, häufig die Gemeine Fichte, gemeint sein, die bei Personen ohne näheren Bezug zu Wald und Bäumen meist nicht von der Weißtanne unterschieden wird. Dies gilt allerdings nicht nur für moderne Namen. Auch bei historischen Flurnamen gab es in vielen Fällen regional nur einen Ausdruck für Nadelbäume, die dann unterschiedslos „Tannen/Dannen“, „Fichten/Füchten“ oder „Föhren“ heißen konnten. Jeder dieser Ausdrücke kann also in historischen Namen unter Umständen eine andere Baumart bezeichnen, als dies in der modernen, systematisierten Namensgebung üblich geworden ist. Die „Dannen“ in Dannenberg oder Dannenwalde waren vermutlich Kiefern.
Als „Tannenwald“ wird u. a. ein (Laub-)Waldgebiet bei Leipzig bezeichnet (siehe Tannenwald (Leipzig)).